# Washi (papier)

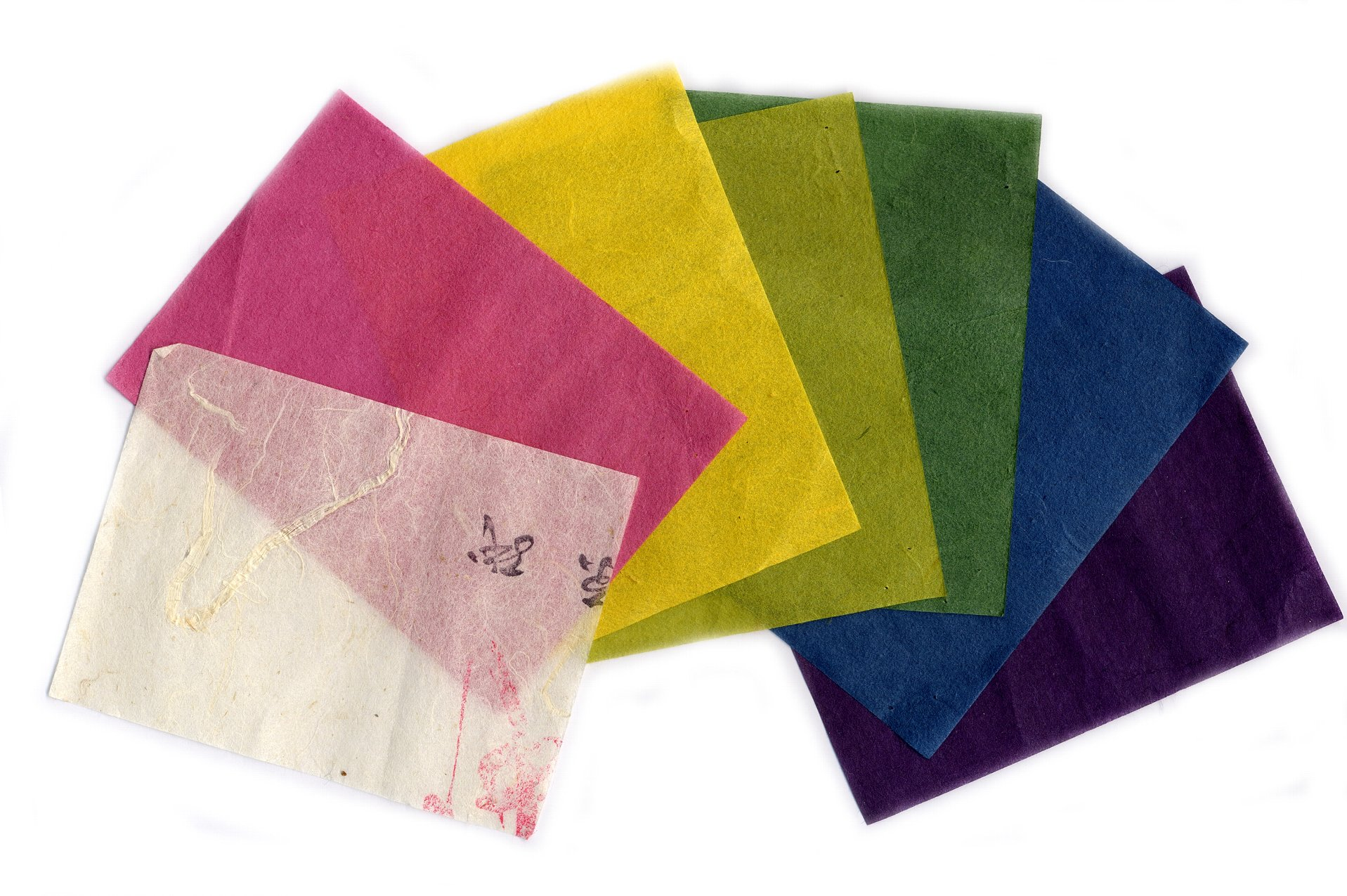
Een soort gekleurd washipapier.

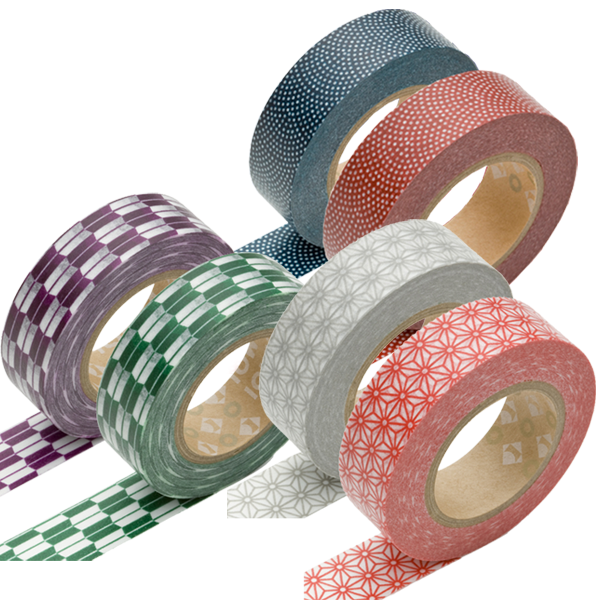
Decoratieve washiplakband.

Washi of washipapier is een soort papier gemaakt van de vezels uit de bast van gampibomen, van de mitsumatastruik of van de papiermoerbei. Daarnaast kan washipapier ook gemaakt worden van bamboe, hennep, rijst of tarwe. Washipapier werd voor het eerst in Japan vervaardigd. De naam washi komt van het Japanse wa (Japans) en shi (papier). Het is een traditioneel product dat met de hand gemaakt wordt.
Washi is steviger dan papier van houtpulp. Het wordt, met name in Japan, gebruikt in de kunst, bijvoorbeeld voor origami, ukiyo-e en Japanse kalligrafie. Het werd traditioneel ook gebruikt om kleding, speelgoed, huisraad en rituele en religieuze objecten mee te maken. Ook shōji (deuren, ramen en scheidingswanden van lichtdoorlatend papier) werden traditioneel met washi gemaakt.
Een recente uitvinding is het washiplakband: strookjes washi met kleefmiddel aan de achterkant. Het is gemakkelijk te verwijderen van de meeste oppervlakken. Washiplakband is sinds het begin van de jaren 2010 een decoratiemiddel.

## Evolutie
Sinds de mens wist hoe hij zich kon uitdrukken aan de hand van illustraties en geschreven taal is hij op zoek geweest naar geschikte materialen waar hij grafische communicatie op kon vastleggen, zoals ivoor en beenderen, houten planken, dierenhuiden, kleitabletten, metalen platen, schors, zijde, bamboe tabletten, papyrus, steen en palmbladeren. Al deze materialen waren reeds lang voordat papier werd ontwikkeld in gebruik.

### De uitvinding van papier
De eerste belangrijkste stap in de ontwikkeling van papier was het samenpersen van resterende vlaszijde en soms ook zijden cocons tot dunne vellen.
Chinese historische documenten schrijven de ontdekking van papier toe aan de eunuch Cai Lun in het jaar 105 n.Chr. In welke mate deze ambitieuze eunuch het papier werkelijk heeft ontwikkeld is onduidelijk, maar hij was degene die als eerste de ontdekking aan keizer He van Han (regeerperiode 88-105) voorstelde. Dit papier was een samenstelling uit visnetten, vodden, hennep en schors (met name die van de papiermoerbei). Het papier verspreidde zich vanuit China via de zijderoute naar de Arabische wereld (8ste eeuw), om in de 13de eeuw ook in Europa in zwang te raken.

### Papier en Japan
De vervaardiging van washi gebeurt via traditionele methoden die door de eeuwen heen weinig veranderingen hebben ondergaan. In feite is washi een typisch voorbeeld van de Japanse geest: een buitenlands product ingevoerd in Japan, geassimileerd in zijn cultuur, verder ontwikkeld en verbeterd om zo een product te worden dat uniek is aan Japan. 
In 610 n.Chr. stelde de Koreaanse priester Doncho de technieken voor aan het Japanse keizerlijk hof (vermeld in de nihonshiki gecompileerd in 720 n.Chr). Shotoku Taishi moedigde met succes de beoefening van dit ambacht aan. In documenten uit de Nara-periode wordt al gewag gemaakt van meer dan 180 verschillende soorten washi.
Het type papier van Doncho was vermoedelijk een combinatie van papiermoerbei-vezels en vodden van hennep. Hennep vormde in het vroege stadium van de Japanse papierproductie het belangrijkste element, maar werd snel vervangen door kozo, gampi en verscheidene andere vezels, gebruikt in combinatie of op zichzelf.
Hoewel hennep wordt vervangen door kozo en gampi, bleven de productiemethoden van Doncho op enkele kleine aanpassingen na in gebruik.
Een verwoestende pokkenepidemie noopte keizerin Shotoku zich te omringen met 116 boeddhistische priesters om het land te zuiveren van demonen die deze plaag teweegbrachten. Niet lang daarna, in 764, werd er ook nog een opstand onderdrukt. De keizerin gaf als blijk van dankbaarheid de opdracht tot het drukken van 1 miljoen dharani (gebedsspreuken). Deze dharani behoren tot de oudste voorbeelden van de blokdrukkunst (het oudste exemplaar is een dharani uit 751 die is gevonden in Gyeongju, dat eertijds de hoofdstad van Silla was). Deze dharani zijn 6,5 cm breed, 30 tot 56 cm lang, en ze werden elk opgeslagen in een individuele pagode. Men kan zich voorstellen dat enkel al de productie van een dergelijke enorme hoeveelheid papier een ongelooflijke prestatie was.
In 807 werd in Kyoto een papiermolen opgericht, de Kanya-in, die aan de noden voor kwaliteit papier van het hof en het bureaucratisch systeem moest tegemoetkomen. Competitie onder de ambachtslui bracht innovatie en verbeterde technieken met zich mee. De methode van de nagashi-zuki – een unieke methode met de papier-oplossing op de zeef, enkel terug te vinden in Japan – zou zich hier hebben ontwikkeld. In zijn hoogtijdagen produceerde de Kanya-in meer dan twintigduizend vellen fijn wit papier per jaar. 
Halverwege de Heian-periode begon de centrale regering haar macht op de omringende gebieden te verliezen en de provincies stopten met het sturen van grondstoffen als schatting naar de Kanya-in. De papiermakers van de Kanya-in, die eigenlijk niets meer waren dan slaven, vluchtten naar het platteland. Beroofd van materialen en goede ambachtslui geraakte de eens zo prestigieuze Kanya-in nu snel in verval.
Tegen het einde van de Heian-periode begon de Kanya-in uit wanhoop om te overleven aan wat de Japanners zouden zien als een onzuivere, inferieure manier om papier uit recyclagemateriaal te maken. Dit grijze papier, getint door de inkt van gebruikt papier, kreeg de naam suki-gaeshi of shukushi. Oorspronkelijk was shukushi een veredelde papiersoort. Aristocraten lieten brieven, gedichten en soetra's die waren geschreven door overleden geliefden omvormen tot "nieuw" papier waar zij als daad van piëteit soetra's op neerpenden. Doordat echter de Kanya-in enkel nog shukushi aan de man bracht, verloor shukushi zijn betovering.
Maar de teloorgang van de Kanya-in betekende niet het einde voor washi. De Kanya-in verloor aan prestige, maar de papiermolens in de provincies wonnen daarentegen juist aan prestige.
Tijdens de Kamakura-periode verschoof de politieke macht naar Kamakura waar zich een militair bewind installeerde. Zenboeddhisme werd de kern van het doen en laten van de samoerai. Kunst en literatuur gedijden in de zenkloosters waar ascetisme heerste. Sobere papieren kledij paste perfect bij deze levensstijl.
De Japanse economie kende in het begin van de Muramachi-periode een grote groei. Net zoals andere handwerk- en landbouwproducten, werd papier op grote schaal geproduceerd zowel voor handel als voor lokale consumptie. Er werden gilden opgericht die zich onder de bescherming van een kerkelijke of aristocratische patroon plaatsten. Het gildesysteem wakkerde de groei en ontwikkeling van de papierproductie aan.
Vanaf de Edo-periode was papier na rijst de belangrijkste bron van inkomsten voor het Japanse regime. Er werd zelfs zoveel papier geproduceerd en sommige soorten werden zo goedkoop verkocht dat papier voor alle rangen en standen verkrijgbaar was. Rond 1620 werd een eerste vorm van papieren geld in gebruik genomen.

### Het Heilige, het Magische en het Wereldse
Zuiver wit papier staat symbool voor zuiverheid, goddelijkheid. Tot op de dag van vandaag wordt zuiver wit papier gebruikt tijdens de Shinto-rituelen. Het vertegenwoordigt de essentie van Shinto. Uiteindelijk vindt alles zijn oorsprong in de oude Shinto-symboliek die ingebakken is in het Japanse bewustzijn. Het doel van Shinto is zuiverheid en properheid. Kakuzo Okakura stelt vast dat de associatie van zuiverheid en properheid met wit archetypisch is omdat een wit oppervlak snel vuil wordt. In een onontwikkelde maatschappij is het uiterst moeilijk om een wit oppervlak te creëren én het te onderhouden in de originele zuivere staat. De Japanse gedachtegang beschouwt wit als zuiver omdat het onmiddellijk elk vuiltje onthult.
Tot op vandaag symboliseert en benadrukt ongekleurde hennep de vrouwelijke deugden; namelijk getrouwheid, kuisheid en gehoorzaamheid. Een oud gezegde luidt: "een vrouw moet zich zoals een wit kleed laten verven in de kleuren die haar echtgenoot kiest".
De shimenawa (koord gerold uit stro) waaraan witte papieren strips hangen, verdelen op symbolische wijze de heilige van de wereldse plaatsen en ze houden de slechte geesten op afstand. Zij beschermen heilige bomen, rotsen, bouwterreinen, schuren… 
Sumoworstelen is een onderdeel van Shinto. De wedstrijden worden gehouden tijdens festivals. Doel van sumoworstelen is de wil van de goden voorspellen. Het is een smeekbede tot God en zet aan tot gezamenlijk gebed. De sumoworstelaars van vandaag dragen rond hun riem stroken zijde. Deze zijden stroken werden oorspronkelijk gemaakt van ceremonieel papier "danshi" genoemd.
In het notheater worden dezelfde soort strips opgehangen met als doel de voorstelling te wijden en slechte geesten uit te drijven.
De gohei is een staf waaraan opgevouwen stroken papier in zigzagstijl zijn opgehangen en die gebruikt wordt tijdens Shinto-zuiveringsrituelen. Elk huisaltaar was voorzien van een gohei. De in verschillende vormen gesneden en opgevouwen papier vertegenwoordigde de geesten van wind, water en vuur.
Het ceremonieel snijden en vouwen van washi was uitermate complex en had een symbolische betekenis. Shinto heeft geen iconen waarover andere religies wel beschikken. Het populaire origami maakt deel uit van dit ceremonieel vouwen van papier.
Japanners zijn heel vrijgevig. Ze houden zich aan een etiquette wat betreft de presentatie van elk geschenk, hoe klein ook. Een gezegde uit de 12de eeuw vermeldt: "wanneer je iemand een geschenk geeft, wikkel het in zuiver wit papier".
Papieren poppetjes dienden als amulet tegen ziekte en boze geesten. De kata-shiro (papieren knipsels in de vorm van een kimono) werden gebruikt tijdens Shinto-zuiveringsrituelen, gehouden in de vroege lente. De gelovige kocht zuiver wit papier in de schrijn. Thuis schreef hij er zijn naam, geslacht, geboortedatum en eventueel een gedicht op. Hij blies op het papiertje, wreef ermee over zijn lichaam en bracht het terug naar de schrijn. De verzamelde kata-shiro werden toevertrouwd aan een rivier of de zee.
Het Poppenfeest of de Meisjesdag op 3 maart heeft zijn wortels in oude magische rituelen. Mensen laten papieren poppetjes in strooien bootjes de rivier afdrijven. Deze poppetjes symboliseerden al de boze geesten die de intentie hadden kinderen te pijnigen.

### Kamiko
Er zijn geruchten dat de eerste papieren kledij, kamiko, door boeddhistische priesters gedragen werd als ondergoed. Het is een vaststaand feit dat in de 11de eeuw toen het esoterisch boeddhisme in Japan geïntroduceerd werd, de priesters een zelfgemaakt wit papieren kleed droegen. Ze stelden hiermee de onafhankelijkheid van vrouwelijke hulp duidelijk.
Kamiko is eenvoudig dik papier dat behandeld werd met een soort stijfsel, duivelse tong genoemd, om het sterk en waterresistent te maken. De behandelde vellen kneedde men tot ze soepel werden. De randen werden aan elkaar gelijmd. Uit de lange stroken werden patronen gesneden en tot kleding genaaid.
Kamiko werd gedurende eeuwen populaire kleding want het was sterk, behield de warmte en was wind-, vochtigheid- en water bestendig. Het was goedkoop en gemakkelijk zelf thuis te maken.
Kamiko kleding was de kleding bij uitstek gedurende de glorieuze Kamakura en Muromachi-periode. Kamiko stond voor eenvoud, zuiverheid en nederigheid.
Tijdens de vroege Edo-periode (1616 – 1868) werd Kamiko door iedereen gedragen.
De kleding van de armen was ruw en roestkleurig door de tannine van de persimmon. Edelen, artiesten, hoge priesters en samoerai droegen zuiver witte kamiko, versierd met zijde en kleurrijk geverfd.
Kamiko-kleding wordt nu nog door sommige priesters gedragen tijdens de Omizutori-ceremonie in de Todai-ji tempel te Nara.
Er wordt nog steeds kamiko van goede kwaliteit geproduceerd, maar op zeer kleine schaal. In sommige landelijke gebieden van Japan maken de boeren nog steeds hun eigen kamiko op dezelfde wijze zoals hun ouders en voorouders het deden.

### Shifu
Shifu was een meer gesofisticeerd product dan kamiko. Streepjes papier werden gesponnen tot draad.
Dit soepele en uiterst sterke garen werd vooral gebruikt als kettingdraad.
In tegenstelling tot kamiko diende shifu als zomerkledij. Het werd gedragen als ondergoed, zomer-kimono en obi. Er werden onder andere ook zakken of muggennetten uit gemaakt. Het is een licht, luchtig en zacht materiaal.
Shifu kleding werd enkel gedragen door samoerai tijdens perioden van vrede. Shifu werd overal vervaardigd waar papier voorhanden was en het was elke sociale klasse toegestaan om shifu te maken.

### Architectuur – shoji, fusuma en byobu
Tot in de 18de eeuw bestond het huis van de aristocratie uit één open ruimte, omgeven door vier muren. Dus lucht, stof, lawaai, insecten en eventuele huisdieren hadden vrij spel. Dit gaf aanleiding tot het ontwerp van tussenschotten. Papier kwam hiervoor het best in aanmerking: de tussenschotten moesten draagbaar zijn, doorschijnend en licht. Papier houdt warmte vast, is licht van gewicht, verspreidt en reflecteert licht en het papieroppervlak verschaft mogelijkheden tot artistieke uitingen. Shoji werden vooral gebruikt als vensters of als afscheidingen. Ze hebben een enorme invloed gehad op de ontwikkeling van de architectuur op wereldniveau. Shoji waren afscheidingen uit één paneel. Er werden groeven gemaakt waarin de shoji kon glijden om de ruimte te openen of af te sluiten.
Papier heeft een zeer grote invloed gehad op de ontwikkeling van de Japanse architectuur, het Japanse leven en hun artistieke behoeften. Er werden verschillende soorten tussenschotten ontworpen, afhankelijk van het gebruik en de constructie ervan. 
Er bestaan twee soorten Fusuma. Beiden worden nu nog gebruikt als decoratieve schuifdeur. 
- Fusuma-shoji: dit zijn enkelvoudige paneel-afscheidingen waarbij aan beide zijden dik papier of stof wordt bevestigd, versierd met kalligrafie of beschilderd.
- Karakami-shoji: voor deze afscheidingen gebruikt men Chinees papier, bedrukt met patronen en mica. Mica is een glasachtig mineraal dat zich gemakkelijk laat splijten en tegen hoge temperaturen bestendig is. Het wordt bij ons gebruikt als kachelvenster.

Beide types fusuma werden zo ontworpen dat ze de functie hadden van schuifdeuren die voortgleden in groeven. 
De structuur van een fusuma-paneel is praktisch dezelfde als dat van een byobu. Het vervaardigen van fusuma en byobu vereiste vakmanschap omdat de juiste balans moest gevonden worden om een strak oppervlak te behouden zonder dat het paneel krom trok. Het houten geraamte van de fusuma bestond uit een licht latwerk, gesteund door een kader van sterk hout, extra verstevigd aan hoek- en vingergroeven. Hierover werden dan over het algemeen zes lagen papier op een verschillende manier gekleefd. De keuze van het aantal lagen papier, het soort papier en de sterkte ervan lag in handen van de vakman.
De geschiedenis van de byobu is oud: er werd vermeld dat keizer Temmu (regeerperiode 673-686) byobu als geschenk kreeg aangeboden door het Koreaanse Koninkrijk Silla.

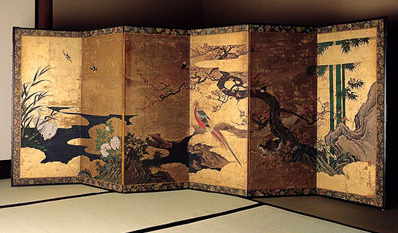
Een 17de-eeuwse byobu bestaande uit 6 panelen.

De byobu behoorde tot het niet weg te denken, onmisbaar standaardmeubilair in verblijfplaatsen en paleizen van de Heian-aristocratie.
Byobu bestonden uit een op zichzelf staande, even aantal schermen, meestal zes. In het begin werd elk scherm als een apart geheel beschouwd en als zodanig gedecoreerd. Later werden dankzij de verbetering van het scharniersysteem de verschillende schermen als één groot, ononderbroken oppervlak beschouwd. In de Momoyama-periode bereikte de met goud bedekte en beschilderde byobu een zeer grote bloei.
Het gebruik van papier heeft een enorme invloed gehad op haar architectuur en heeft vooral in de twintigste eeuw een stempel gegeven op de architectuur en binnenhuisinrichting over de hele wereld. Shoji en fusuma zijn immers tijdloos en aanpasbaar.

### Lantaarns en lampen
Hoewel waaiers en paraplu's al lang in gebruik waren, duurde het eeuwen alvorens men tot de ontwikkeling van een eenvoudige lamp kwam.
Washi bleek weer eens het materiaal bij uitstek omwille van zijn flexibiliteit, lichtheid, doorzichtigheid en sterkte.
Mogelijk hebben Chinese zenpriesters de papieren lantaarns chochin in Japan geïntroduceerd. Andere bronnen vermelden dat de chochin laat in de Middeleeuwen verscheen.
Tijdens de Edo-periode bezat iedereen lantaarns en dit in allerlei maten en vormen.
Lantaarns waren niet alleen praktisch in gebruik, ze speelden altijd een belangrijke rol tijdens religieuze evenementen en vooral festivals.
Het belangrijkste lantaarnfestival is het Nebuta-Festival in de Aomori-Prefectuur.

### De waaier
De waaier staat symbool voor de Japanse beschaving. Het waaiermotief duikt overal op; onder andere in metalen deurknoppen, textielpatronen en goudlakversiering.
In Japan vinden we twee soorten waaiers. De ogi, ook sensu genoemd, kan opgevouwen worden. De uchiwa is een ronde, niet plooibare waaier en werd waarschijnlijk vanuit China geïmporteerd. Er zijn verschillende ontwerpen teruggevonden.
De ogi wordt verondersteld een Japanse aanpassing te zijn van de uchiwa. Vooral in Japan bereikte deze waaier omwille van zijn raffinement en kunstzinnige kwaliteiten ongekende hoogtes.
De twee belangrijkste types ogi zijn De hi-ogi ofwel winterwaaier en de kawahori of zomerwaaier. De ogi-types werden gebruikt door de aristocratie. Ze waren onmisbare accessoires als bewijs van culturele verfijning en elegantie. In de elfde en twaalfde eeuw bereikte de kawahori zijn hoogtepunt in ontwikkeling en verfijning. Tijdens de Edo-periode stond de productie onder beheer van het shogunaat en kreeg ze haar definitieve vorm.

### De paraplu
Voor de productie van paraplu's werd kwaliteitspapier gebruikt: Yamanouchi-shi, Hosokawa-shi en Kurodani's shibu-gami. Om het papier sterk en waterbestendig te maken, onderging het een behandeling met shibu en een hoge kwaliteitsolie.

### Vliegers
De vlieger is vermoedelijk ontstaan in China en getuigenissen hiervan gaan terug tot de Han-dynastie (206-v.Chr.-220 n.Chr.). In China werd de vlieger een praktisch doel toebedeeld, het werd onder andere ingezet voor het ondernemen van inspectievluchten. Volwassenen genoten ervan als vrijetijdsbesteding, ook voor kinderen werd het een geliefkoosd tijdverdrijf.
Japan maakte kennis met dit Chinese product gedurende de Heian-periode (794-1184). Schilderingen en legendes over vliegers laten ons vermoeden dat in het oude Japan vliegers geassocieerd werden met tempels. 
Gedurende de Edo-periode werd de vlieger de vrijetijdsbesteding van zowel kinderen als volwassenen. Het werd een gewoonte te vliegeren tijdens de Nieuwjaarsfestiviteiten. 
Voor de Japanse volwassenen vormde het een uitdaging om nog grotere majestueuze vliegconstructies te maken. In de loop van de achttiende tot negentiende eeuw hadden vliegerliefhebbers zelfs koord nodig dat zo lang en sterk was als scheepstouw om hun vlieger te lanceren en in toom te houden.
Op het einde van de negentiende eeuw verscheen de wan-wan vlieger van Shikoku. Voor de aangepaste, vernieuwde structuur werd een zeer sterk soortpapier gebruikt.
In 1906 was er een wan-wan van twintig meter lang met een staart van 146 meter. Hij woog twee ton en er waren 150 man nodig om hem te lanceren en te laten vliegen. 
In de 20ste eeuw hield men wedstrijden met gigantische vliegers. De staart werd versierd met mesjes, stukjes glas, fluitjes en andere lawaaimakers. Ieder team lanceerde zijn vlieger op de tegenovergestelde oever van de rivier en trachtte de vlieger van het andere team los te snijden.
De koi-nobori, waren geliefde decoraties in Japan en werden ook in het buitenland zeer begeerd. Ze hebben niet het uitzicht van de vlieger, maar lijken eerder op windsokken die de "onoverwinnelijke karper" uitbeelden, onverzettelijk stroomopwaarts vechtend om daar kuit te schieten en die symbool staat voor moed en mannelijkheid.
Deze wimpels werden gemaakt uit washi en omdat wit de kleur van rouw is, werden ze bijgevolg beschilderd. 
In de late negentiende eeuw werd katoen gebruikt en in de twintigste eeuw meestal bestonden ze vooral uit synthetisch materiaal.

### Poppen en speelgoed

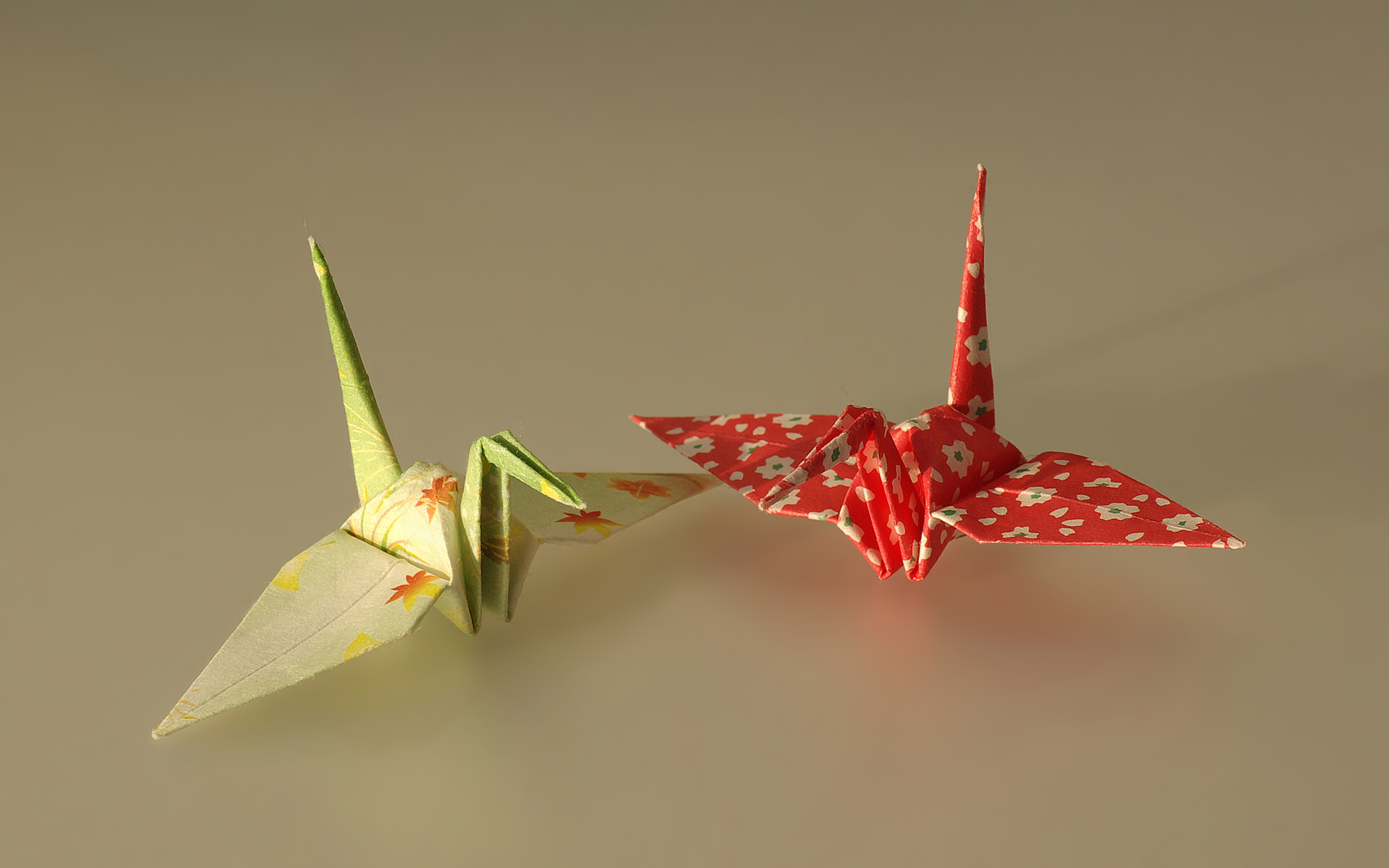
Origami-kraanvogels gemaakt in washi

Papier was het allerbelangrijkste materiaal dat nodig was voor het maken van speelgoed en poppetjes. Vaak bestond dit papier uit vellen gerecycleerd papier en pulp. Maar het prachtig bedrukte chijo-gami van Edo en Kyoto, evenals het knisperende, nieuwe - van waterdruk voorziene - kozo papier werd ook in grote mate aangewend.
De eerste poppetjes deden hun intrede tijdens de Muromachi-periode. Hoewel houten figuurtjes erg in trek waren, waren de poppetjes van papier-maché het populairst. Voor het maken van de poppetjes werden lagen pulp of vellen papier – meestal gerecycleerd papier – aan elkaar gelijmd en over een houten of kleien mal aangedrukt. Na het drogen werd de papier-maché in de helft gesneden en de mal verwijderd. Indien gewenst, stopte men er een gewicht in, de twee helften werden weer met papier aan elkaar bevestigd en dan werd de vorm beschilderd.
In de vorige eeuw werd het de favoriete hobby voor vrouwen en meisjes, waardoor de markt voor de makers van decoratief gekleurd papier een goed verloop kende. Het daruma-figuurtje – speelgoed en gelukspoppetje – is het populairste poppetje in Japan. Het is een karikatuur van de "in het rood geklede Bodhidharma" die het zenboeddhisme tussen 470 en 520 n.Chr. van India naar China bracht. Volgens de legende zonderde deze zoon van een koning uit Zuid-India zich gedurende negen jaar af in meditatie met zijn gezicht naar een muur. Door het lange zitten verschrompelden zijn benen, maar hij bereikte de verlichting. Dit papieren beeldje symboliseert volharding en doorzetting. Bij de aankoop van zo'n darumapoppetje uit de nieuwe eigenaar steeds een wens. Op het einde van het jaar wordt ten noorden van Tokio de Daruma-jaarmarkt gehouden. Het einde van het jaar is immers het meest geschikt voor wensen. 
In de loop van vorige eeuw waren er nog dorpjes in Japan waar bewoners zich toelegden op de vervaardiging van papier-maché vellen. Ze gebruikten hiervoor mengelingen van gerecycleerd machine- en handgeschept papier, zuiver kozo vezel en/of mitsumata en chemische pulp.

### Koyori en mizuhiki
Deze producten zijn minder bekend. Geleerden vermoedden dat ongeveer rond 1600 n.Chr. koyori, mizuhiki en shifu praktisch tegelijkertijd het daglicht zagen, waarschijnlijk omdat er bij deze nieuwe ontwikkelingen dezelfde bedoeling en dezelfde technieken aan te pas kwamen.
Koyori kon op twee manieren gemaakt worden:
- Men hield een smal vel papier vast bij de ene hoek en rolde het op een plat oppervlak of met de hand op tot een koord.
- Een vel papier werd in één lange strip gesneden en gesponnen zoals shifu. Shifu werd eveneens gemaakt uit een lange strook papier dat op een spoel tot draad werd getwijnd, tot een stuk stof werd geweven en daarna dikwijls van een stevige laklaag voorzien.

Koyori werd gebruikt voor de afwerking van bijvoorbeeld sakekopjes, waterflacons, manden en zakken.
Mizuhiki leek zeer sterk op koyori, maar het koord was veel fijner en vergde meer techniek.
Dit koord diende onder andere voor het samenbinden van het haar van zowel vrouwen als mannen, voor het inpakken en versieren van geschenken. Het gebruik van mizuhiki voor het inpakken en versieren van geschenken is onderworpen aan een ingewikkelde etiquette die betrekking heeft op kleur, methode en de gelegenheid waarvoor het geschenk dient.

### Gelakt papier-maché
In Japan werden al eeuwenlang gelakte voorwerpen uit koyori (gedraaide en geweven stroken papier) vervaardigd. Het is best mogelijk dat gelakte papier-maché objecten al veel langer bestaan. 
De term ikkanbari werd afgeleid van de naam Hirai Ikkan (1578-1657), een Chinese ambachtsman, gespecialiseerd in lakwerk. Hij immigreerde naar Japan en stond onder bescherming van de theemeester Sen Sotan.
De mogelijkheid bestaat zelfs dat er voor de komst van Hirai Ikkan gelakte papieren voorwerpen werden voortgebracht. Op dit gebied is er echter weinig research verricht. In Korea werden al heel vroeg papieren objecten waaronder ook meubilair – gelakt, geolied en onbewerkt – in grote verscheidenheid gefabriceerd.
In de late negentiende eeuw en begin twintigste werden kitsch en goedkope voorwerpen uit gelakt papier vervaardigd dat diende voor export en huishoudelijk gebruik.

## Japanse papiersoorten
In washi worden twee soorten onderscheiden: 
- De onbewerkte washi
- De speciale washi. Dit papier wordt gekleurd, behandeld en waterresistent gemaakt.

Alle papiersoorten zijn onderhevig aan de constante eis naar vernieuwing en nog meer verscheidenheid. De nomenclatuur van washi is ingewikkeld en verwarrend. De verschillende soorten worden benoemd door een overvloed van beschrijvende, specifieke namen die verwijzen naar de kleur, het gebruik, de gebruikte materialen, de plaats waar het is vervaardigd, het gebruikte patroon, etc. Enkele voorbeelden hiervan zijn: 
- Shiro-mashi: shiro verwijst naar wit;
- Surugo-banshi: verwijst naar een banshi-soort vervaardigd in de streek Suruga;
- Mizutama-torinoko: een torinoko-papier bedrukt met punten of cirkels (mizutama-patroon);
- Echizen koban bijutsu: een torinoko-papier; de naam betekent letterlijk "kunstzinnig papier in klein formaat waarin gras is verwerkt", afkomstig uit Echizen.

### Soorten onbewerkte washi
- Azabu-shi wordt niet meer geproduceerd. Het werd uit zuiver kozo-vezel gemaakt en verscheen in de 17de eeuw. Azabu-shi is heel dun, fijn, stijf, hard en zeer poreus. Het werd gebruikt om lak en hoog kwalitatieve chemische verfstoffen door te laten sijpelen. Er werd een fijn zijden gaas, behandeld met persimmon tannine bij het uitstrijken gebruikt met de bedoeling de fijnste vezeltjes niet te verliezen en ze bijeen te houden.
- Cha-gami gemaakt van Mitsumata[4] vezels is waarschijnlijk totaal uit de omloop verdwenen. Cha-gami betekent letterlijk "thee-papier" en werd aangewend voor het verzegelen van houten dozen, gebruikt voor het opslaan en vervoeren van thee. De stad Kiyosawa in de Shizuoka-prefectuur, het hart van de thee-industrie, was hiervoor bekend. Mitsumata groeide hier bovendien in overvloed. Het spreekt vanzelf dat cha-gami hier werd vervaardigd.

- Chiri-gami is nog steeds in gebruik. Chiri-gami werd in het begin gebruikt als toiletpapier en als zakdoek. Dit type washi wordt gemaakt uit schors. De schors is onbruikbaar voor het maken van papier en daarom werd om economische redenen de schors gebruikt voor chiri-gami. Chiri-gami is in trek omwille van zijn beige tinten en textuur. Er zijn namelijk stukjes bast in verwerkt.

- Chochin-gami wordt nog veel gebruikt. Chochin betekent "lantaarn". Onder de term chochin-gami behoort elk soort papier dat kan dienen om lantaarns te bekleden. Chochin-gami is meestal zacht, dun kozo-papier dat tegen de weerelementen opgewassen is en het licht doorlaat. De belangrijkste plaatsen van productie zijn de prefecturen Gifu en Fukuoka en de regio's Kyushu en Tohoku waar het jaarlijkse Nebuta-festival plaatsvindt. Tijdens de nacht zie je processies enthousiastelingen met enorme lantaarns rondparaderen, hun lampen beschilderd met mens- en dierfiguren afkomstig uit legenden en geschiedenis.

- Gampi-shi, ook hi-shi-papier genoemd, is speciaal en hoogkwalitatief papier. Het eerste gebruik gaat terug tot in de Nara-periode. Gampi-shi is het moeilijkste te vervaardigen. Men gebruikt een zijden gaas dat gespannen wordt over het scherm tijdens het scheppen en uitwrijven om te vermijden dat delicate vezeltjes verloren zouden gaan. Het is een zeer delicaat, glanzend, beige getint papier dat zeer zacht aanvoelt. De vezels zijn dun, lang en zeer sterk. Het is te koop in verschillende diktes. Het papier is zeer doorzichtig. Dit type papier is plooibaar, doch kreukelt niet. Gampi-shi-papier leent zich niet tot printen. Het heeft de neiging tot krimpen. Het komt vooral tot zijn recht als schrijf- en kalligrafie-papier. Het dient als teken- en ontwerppapier.

- Onder kaishi behoren een aantal papiersoorten van zeer goede kwaliteit die geassocieerd worden met de theeceremonie. Kaishi betekent "papieren zakdoek". Het is een allround papier en wordt weggemoffeld onder het bovenste randje van de obi of in de vouw vooraan de kimono van zowel vrouwen als mannen. Nu wordt het gebruikt om het theekommetje te zuiveren, daar waar iemands lippen het heeft aangeraakt. Het fungeert ook als een soort bordje om tijdens de ceremonie cake te serveren.

- Mitsumata-shi is papier gemaakt uit mitsumata-vezels. Dit soort is rood of oranje getint, zacht glanzend en heeft een kleine korrel. Het is tevens absorberend en wordt beschouwd als de meest vrouwelijke papiersoort. Mitsumata-vezels zijn minder sterk dan kozo en gampi. De vezels zijn namelijk korter, maar wel soepeler en gemakkelijker bewerkbaar. De kwaliteit van mitsumata-shi verbetert wanneer het vervaardigd wordt met kozo en gampi. Dit type papier leent zich voor naamkaartjes, postkaarten, fusuma en is zeer decoratief. Door zijn natuurlijke glans laat het zich gemakkelijk bewerken zoals beschilderen en lakken.

- Shiroishi-gami is een washi-soort van zeer hoge kwaliteit en werd plaatselijk gemaakt. Het ontleent zijn naam aan de vesting Shiroishi in de Miyagi-prefectuur gelegen in de buurt van Sendai. Het is een zuiver kozo-papier. Het behoort tot de vroegste papiersoorten in Japan en verwijst naar de Midden Heian-periode. Katakura Kojuro, de heerser van Shiroishi, was de grote stimulator voor de ontwikkeling van washi in zijn gebied. Hij stelde de allerbeste vaklieden uit bekende papierproducerende provincies aan zoals Echizen en Uzen om in zijn streek geavanceerde technieken door te voeren. Papier maken kende in dit gebied eeuwenlang een hoge bloeiperiode. Het werd voor de boeren gedurende de winter de bezigheid bij uitstek. Shiroishi-gami werd het materiaal voor kamiko. Van shiroishi-gami maakt men gedichtenkaartjes, omslagen voor dure boeken en het is het uitverkozen materiaal voor het herstellen van nationale schatten.

### Speciale washi
- Zenshi-zome (gekleurd papier) betekent dat het blad in zijn geheel wordt gekleurd. Er wordt verondersteld dat de Koreanen de kunst van het papierkleuren hebben geïntroduceerd. Later zochten de Japanners alternatieve technieken om hun papier van kleur te voorzien. Voor deze eilandbewoners was en is dit een vanzelfsprekende activiteit. Zij zijn gekend als kleurexpert. In de keizerlijke schatkamer te Nara bewaart men prachtig rood, blauw en geel hennep papier van een uitzonderlijk zuivere kleurkwaliteit. Deze unieke verzameling washi dateert uit het midden van de 8ste eeuw. Wortels, schors, bladeren, bessen, bloemen, fruitschillen en notendoppen vormden de basis voor de verfoplossing. Tot de populaire verfplanten behoorden ai (indigo), kihada (Chinese kurk), bladeren van de paardenkastanje, walnootvliesjes en uso (sappanhout) is rood verfhout afkomstig van een boom uit Azië. Benigara is een veel gebruikt poedermineraal (rood ijzeroxide). Het verven gebeurt volgens 3 methodes: suki-zome, tsuke-zome of hiki-zome:

- Met Suki-zome worden de vezels geverfd voor het verwerken tot papier. Ze worden platgeslagen, overtollig vocht wordt eruit geperst en ze worden gedurende een hele dag in de gewenste verfoplossing ondergedompeld. Daarna verdwijnt het voor een halve dag in een beitsmiddel. Uiteindelijk worden de vezels overgeheveld in een ketel met water en mucilage alvorens verder verwerkt te worden tot het eindproduct papier.

- Tsuke-zome: Het hele proces van dompelen in de verfoplossing, het beitsmiddel en het drogen wordt drie maal herhaald. Daarna worden de vellen gedurende een uur in zuiver water gereinigd. Herhaaldelijke onderdompeling in een aangelengde verfoplossing geeft het papier een betere en duurzame kleur.

- Hiki-zome: Het vel papier wordt langs beide zijden met een zachte brede, in een verfoplossing gedoopte borstel bestreken. De behandeling wordt verdergezet tot het vel volledig van de kleurstof is verzadigd.

### Soorten gekleurd papier
- Kon-shi is indigo gekleurd papier. Deze soort papier is niet meer in omloop. Het is een sterk en duurzaam donkerblauw papier gekleurd met indigo, gebeitst met loog en was de favoriet tijdens de Heian-periode. Op kon-shi werden soetra's gekalligrafeerd in goud- of zilvergekleurde inkt.
- Sumi-nagashi bereikte in de late Heian-periode een zeer hoog niveau. Er worden exemplaren bewaard in verschillende collecties en musea in volumes van de Sanjurokkasen-shu, de gedichten van de 36 belangrijkste dichters van Heian. Het is de kunst om marmer effectachtige figuren op papier te creëren waarbij men met een penseel, gedoopt in sumi of in een andere kleurinkt, lichtjes het oppervlak van water in een tobbe aantipt. Het vel wordt over het ontwerp gelegd en er onmiddellijk afgetrokken. het figuurtje wordt steeds in de rechterbovenhoek geplaatst zodat de rest van het vel vrij bleef voor het gedicht.

### Behandelde papiersoorten
De behandelde papiersoorten zijn onder te verdelen in vier hoofdgroepen:
- Papier behandeld met shibu (persimmon-tannine). Men bedoelt hiermee kata-gami dat vooral geschikt is om te stencilen en fuda-gami, vooral geschikt voor het verven.
- Papier behandeld met een mucilage van de konnyaku (duivels tongwortel). Hiertoe behoort de kamiko.
- Met olie behandeld papier dat bijzonder geschikt bleek voor het maken van paraplu's en een soort oliejekker.
- Papier gemaakt uit leder en danshi-papier. Danshi is een uniek en zeer speciaal papier dat aan het keizerlijk hof begin 1300 tot ontwikkeling kwam en gedurende 500 jaar een hoge bloei kende. Het is een elegant, dik, sneeuwwit en gerimpeld papier dat vooral door de adel op prijs werd gesteld. Het werd hoogstwaarschijnlijk uit kozo-vezel gemaakt. Het productieproces bleef topgeheim. Danshi betekent sandelhout omdat het de unieke eigenschap bezat parfums te absorberen en vast te houden. Danshi bestaat nog, maar in een inferieure kwaliteit.

De washi die nu in Japan wordt geproduceerd, is nog steeds van zeer goede kwaliteit, maar rijke traditiegetrouwe ambacht moest plaatsmaken voor  mechanisatie. 
Soorten behandeld papier:
- Momigami of gekneed papier is een goede kwaliteit, dik kozo-papier dat met de hand herhaaldelijk gekneed en verfrommeld wordt. Dit soort papier is steviger wanneer het een extra behandeling ondergaat met konnyaku. Wanneer uit dit papier kleding wordt samengesteld, krijgt het de naam kamiko. Uit dit behandeld papier werden vooral mantels genaaid. Andere kwaliteiten dankzij de behandeling met konnyaku en het kneedproces zijn soepelheid, zachtheid, waterresistentie en heeft de eigenschap warmte te behouden.
- Sukimoyo-gami is een kunstzinnige papiersoort uit de late Nara- en Heian-periode. Het hof en de aristocratie hunkerden naar schitterend, weelderig gedecoreerd papier waarop ze gedichten konden neerschrijven en waarop boeddhistische soetra's werden gekopieerd. Tijdens deze periode onderging dit kunstambacht een grote evolutie en werd er geëxperimenteerd met kleur en textuur. Deze geornamenteerde washi worden nu nog verkocht en elk jaar vinden we nieuwe ontwerpen. Vroeger werden ze niet alleen gebruikt als kaartje om gedichten op te schrijven. Men maakte er deksels voor kimonodoosjes van, papieren boekrollen etc.
- Tobikuma betekent "vliegende wolken". Oorspronkelijk had dit papier muntgrote blauwe vlekken, gemaakt uit vezels die her en der verspreid werden over het oppervlak. De tobikumo die in het Westen bekend is, is versierd met wolken purperen en indigo gekleurde vezeltjes.
- Momigari-gami is een specialiteit uit de Shiga-prefectuur en is bekend om zijn papier waar een enorme hoeveelheid klei in wordt verwerkt. Gedurende het fabricageproces wordt het met de hand verfrommeld en tot een bal gevormd. Hierdoor ontstaan batikachtige patronen. Traditionele boeken worden voorzien van zulk een eindblad.
- Sukie omvat alle papiersoorten waarbij onbewerkt papier letterlijk beschilderd wordt met gekleurde vezels en pulp.
- Hikikake-gami wordt vooral in de papierfabrieken uit de Fukui-prefectuur geproduceerd. Hiervoor wordt een tinnen mal dat een patroon vertoond van aan elkaar gesoldeerde koekjesvormen in een oplossing van mitsumata vezels gedompeld. Daarna drukt men het lichtjes op een zijden gaas dat in een bad water drijft. De mitsumata vezels zetten zich vast op het gaas en dit gaas wordt dan met de vezels naar onder gericht op een vel gekleurd papier gedrukt.

## Fabrikanten

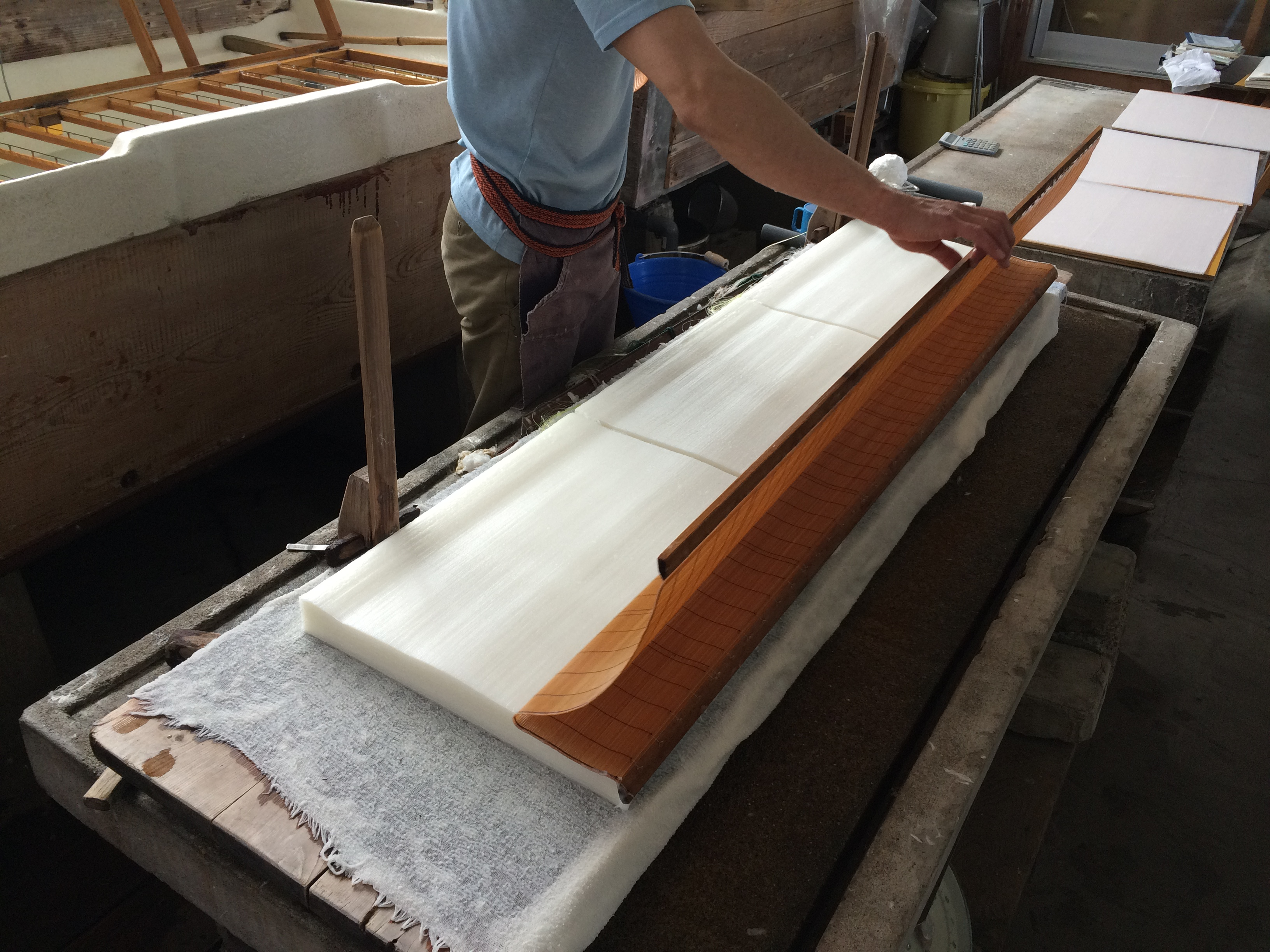
Het vervaardigen van washipapier (Ise washi).

- Awa washi (Tokushima)
- Ecchu washi (Toyama)
- Echizen washi (Fukui)
- Gundo-gami (Tokio)
- Inshū washi (Tottori)
- Ise washi (Mie)
- Kurotani washi  (Kioto)
- Mino washi (Gifu)
- Najio washi (Hyōgo)
- Nishinouchi-shi (Ibaraki)
- Ogawa washi (Saitama)
- Ozu washi (Ehime)
- Sekishū washi (Shimane)
- Sugihara-gami (Hyōgo)
- Tosa washi (Kochi)
- Uchiyama-gami (Nagano)
- Yame washi (Fukuoka)

## Voetnoten
1. ↑  Kozo verwijst naar een groep heesters die tot de familie van de moerbeiboom behoort. Kenmerkend zijn de lange vezels van 15 tot 20 mm lang.
2. ↑  Er bestaan verschillende variëteiten. Typisch zijn de kleverige korte vezels van 4 tot 5 mm lang en ze zijn bestand tegen de vraatzucht van insecten. Deze heesters met eenjarige bladeren zijn verwant met het peperboompje en zijn zeer moeilijk te telen. Vandaar dat dit papier zo kostbaar is.
3. ↑  Shibu is een sap van onrijpe persimmons
4. ↑  Mitsumata behoort eveneens tot de heesters als gampi. Mitsumata betekent letterlijk "drie vorken": de takken waaieren op het einde uit in drie twijgjes. Dit fijne en korte vezel (vier tot vijf millimeter) geven de washi een fluweelachtig uitzicht en zorgen voor een glad en glanzend papier.